# アイアプレゼンツ SKE48&HKT48のアイアイトーク
『アイアプレゼンツ SKE48&HKT48のアイアイトーク』（アイアプレゼンツ エスケーイーフォーティーエイトとエイチケーティーフォーティエイトのアイアイトーク）は、2013年10月2日から2018年3月28日までニッポン放送で放送されていたラジオ番組である。

## 概要
SKE48とHKT48のメンバーが週替わりで出演し、同じ企画と同じメールで構成された番組にそれぞれのグループでチャレンジする。どちらのグループがより面白く、リスナーの興味を引きよせることができるか対決する。なお、SKE48とHKT48はニッポン放送では初めてのレギュラー番組で、HKT48は関東初のラジオ番組となり、AKB48グループの組み合わせでのレギュラー番組もこれが初めてとなった。
プロ野球開催期間中は、放送日程が変更されていた。

## 出演者

### メインパーソナリティ
- SKE48メンバー
- HKT48メンバー

表示は放送日時点のチーム（S→KII→E→SKE研究生→H→KIV→TII→HKT研究生）ごと、50音順。()は出演回数。なお、プロ野球中継や特別番組のため、初回放送が裏送りのラジオ大阪（OBC）だった放送回は太文字で示す。
| 2013年出演メンバー（2013年10月2日 - 12月25日） | 2013年出演メンバー（2013年10月2日 - 12月25日） | 2013年出演メンバー（2013年10月2日 - 12月25日） | 2013年出演メンバー（2013年10月2日 - 12月25日） | 2013年出演メンバー（2013年10月2日 - 12月25日） | 2013年出演メンバー（2013年10月2日 - 12月25日） |
| 月                                             | 1週目                                          | 2週目                                          | 3週目                                          | 4週目                                          | 5週目                                          |
| ---------------------------------------------- | ---------------------------------------------- | ---------------------------------------------- | ---------------------------------------------- | ---------------------------------------------- | ---------------------------------------------- |
| 2013年 10月                                    | 2日：第1回（SP版）                             | 9日：第2回（HKT48）                            | 16日：第3回 （SKE48）                          | 23日：第4回 （HKT48）                          | 30日：第5回 （SKE48）                          |
| 2013年 10月                                    | 松井玲奈(1) 指原莉乃(1)                        | 兒玉遥(1) 指原莉乃(2)                          | 木﨑ゆりあ(1) 松井玲奈(2)                      | 穴井千尋(1) 中西智代梨(1)                      | 高柳明音(1) 古川愛李(1)                        |
| 11月                                           | 6日：第6回 （HKT48）                           | 13日：第7回 （SKE48）                          | 20日：第8回 （HKT48）                          | 27日：第9回 （SKE48）                          | -                                              |
| 11月                                           | 穴井千尋(2) 中西智代梨(2)                      | 高柳明音(2) 古川愛李(2)                        | 松岡菜摘(1) 本村碧唯(1)                        | 木下有希子(1) 宮前杏実(1)                      | -                                              |
| 12月                                           | 4日：第10回 （HKT48）                          | 11日：第11回 （SKE48）                         | 18日：第12回 （HKT48）                         | 25日：第13回 （SKE48）                         | -                                              |
| 12月                                           | 松岡菜摘(2) 本村碧唯(2)                        | 木下有希子(2) 宮前杏実(2)                      | 田中菜津美(1) 若田部遥(1)                      | 岩永亞美(1) 古畑奈和(1)                        | -                                              |

| 2014年出演メンバー（2014年1月1日 - 12月31日）                                                                                  | 2014年出演メンバー（2014年1月1日 - 12月31日） | 2014年出演メンバー（2014年1月1日 - 12月31日）    | 2014年出演メンバー（2014年1月1日 - 12月31日）       | 2014年出演メンバー（2014年1月1日 - 12月31日）       | 2014年出演メンバー（2014年1月1日 - 12月31日） |
| 月 | 1週目                                         | 2週目                                            | 3週目                                               | 4週目                                               | 5週目                                         |
| --- | --------------------------------------------- | ------------------------------------------------ | --------------------------------------------------- | --------------------------------------------------- | --------------------------------------------- |
| 2014年 1月 | 1日：第14回（HKT48）                          | 8日：第15回（SKE48）                             | 15日：第16回（HKT48）                               | 22日：第17回（SKE48）                               | 29日：第18回（HKT48）                         |
| 2014年 1月 | 田中菜津美(2) 若田部遥(2)                     | 岩永亞美(2) 古畑奈和(2)                          | 宮脇咲良(1) 後藤泉(1)                               | 東李苑(1) 木本花音(1)                               | 宮脇咲良(2) 後藤泉(2)                         |
| 2月 | 2日： 第19回（SKE48） 第20回（HKT48）         | 5日：第21回 （SKE48）                            | 12日：第22回 （HKT48）                              | 19日：特別番組 のため休止                           | 26日：第23回 （SKE48）                        |
| 2月 | 東李苑(2) 木本花音(2)植木南央(1) 秋吉優花(1)  | 小林亜実(1) 梅本まどか(1)                        | 植木南央(2) 秋吉優花(2)                             | 19日：特別番組 のため休止                           | 小林亜実(2) 梅本まどか(2)                     |
| 3月 | 5日：特別番組 のため休止                      | 12日：第24回                                     | 19日：第25回                                        | 26日：第26回（HKT48）                               | 31日：第27回（SKE48）                         |
| 3月 | 5日：特別番組 のため休止                      | 須田亜香里(1) 二村春香(1) 兒玉遥(2) 宮脇咲良(3)  | 須田亜香里(2) 二村春香(2) 兒玉遥(3) 宮脇咲良(4)     | 駒田京伽(1) 坂口理子(1)                             | 山下ゆかり(1) 山田みずほ(1)                   |
| 4月 | 7日：第28回（HKT48）                          | 14日：第29回 （SKE48）                           | 21日：特別番組 のため休止                           | 23日：第30回 （HKT48）                              | 30日：第31回 （SKE48）                        |
| 4月 | 神志那結衣(1) 田中菜津美(3)                   | 木本花音(3) 酒井萌衣(1)                          | 21日：特別番組 のため休止                           | 朝長美桜(1) 宮脇咲良(5)                             | 大矢真那(1) 江籠裕奈(1)                       |
| 5月 | 7日：第32回 （HKT48）                         | 14日：第33回 （SKE48）                           | 18日：第34回 （HKT48）                              | 19日：第35回 （SKE48）                              | 26日：第36回 （HKT48）                        |
| 5月 | 松岡菜摘(3) 森保まどか(1)                     | 松井珠理奈(1) 松井玲奈(3)                        | 秋吉優花(3) 渕上舞(1)                               | 小林亜実(3) 柴田阿弥(1)                             | 田中美久(1) 矢吹奈子(1)                       |
| 6月 | 2日：第37回 （SKE48）                         | 9日：プロ野球中継 のため休止                     | 16日：第38回 （HKT48）                              | 22日：第39回 （SKE48）高柳明音(3) 古川愛李(3)       | 30日：第41回 （SKE48）                        |
| 6月 | 古畑奈和(3) 梅本まどか(3)                     | 9日：プロ野球中継 のため休止                     | 穴井千尋(3) 山田麻莉奈(1)                           | 23日：第40回 （HKT48）指原莉乃(3) 岡田栞奈(1)       | 宮前杏実(3) 山田みずほ(2)                     |
| 7月 | 7日：第42回 （HKT48）                         | 14日：第43回 （SKE48）                           | 21日：第44回 （HKT48）                              | 28日：第45回 （SKE48）                              | -                                             |
| 7月 | 田中美久(2) 宮脇咲良(6)                       | 小林亜実(4) 谷真理佳(1)                          | 駒田京伽(2) 山田麻莉奈(2)                           | 熊崎晴香(1) 鎌田菜月(1)                             | -                                             |
| 8月 | 4日：第46回 （HKT48）                         | 11日：第47回 （SKE48）                           | 18日：第48回 （HKT48）                              | 25日：特別番組 のため休止                           | -                                             |
| 8月 | 神志那結衣(2) 岡田栞奈(2)                     | 二村春香(3) 柴田阿弥(2)                          | 岡本尚子(1) 深川舞子(1)                             | 25日：特別番組 のため休止                           | -                                             |
| 9月 | 1日：第49回 （SKE48）                         | 8日：第50回                                      | 15日：第51回                                        | 22日：第52回 （HKT48）                              | 29日→10月1日： 第53回（SKE48）                |
| 9月 | 大矢真那(2) 松井珠理奈(2)                     | 古川愛李(4) 松井玲奈(4) 田島芽瑠(1) 朝長美桜(2)  | 古川愛李(5) 松井玲奈(5) 田島芽瑠(2) 朝長美桜(3)     | 木本花音(4) 本村碧唯(3)                             | 須田亜香里(3) 松村香織(1)                     |
| 10月 | 8日：第54回（HKT48）                          | 12日： 第55回（SKE48） 第56回（HKT48）           | 15日：プロ野球中継 のため休止                       | 22日：特別番組 のため休止                           | 29日：第57回 （SKE48）                        |
| 10月 | 多田愛佳(1) 宮脇咲良(7)                       | 磯原杏華(1) 斉藤真木子(1)山本茉央(1) 栗原紗英(1) | 15日：プロ野球中継 のため休止                       | 22日：特別番組 のため休止                           | 江籠裕奈(2) 岩永亞美(3)                       |
| 11月 | 5日：第58回 （HKT48）                         | 12日：第59回 （SKE48）                           | 19日：第60回 （HKT48）                              | 26日：第61回 （SKE48）                              | -                                             |
| 11月 | 井上由莉耶(1) 山田麻莉奈(3)                   | 宮前杏実(4) 酒井萌衣(2)                          | 田中美久(3) 矢吹奈子(2)                             | 小林亜実(5) 柴田阿弥(3)                             | -                                             |
| 12月 | 3日：第62回 （HKT48）                         | 10日：第63回 （SKE48）                           | 17日：第64回 （公開収録）                           | 24日→23日：第65回（公開収録）                       | 31日：第66回 （HKT48）                        |
| 12月 | 上野遥(1) 駒田京伽(3)                         | 高柳明音(4) 古川愛李(6)                          | 大矢真那(3) 松井玲奈(6) 井上由莉耶(2) 山田麻莉奈(4) | 大矢真那(4) 松井玲奈(7) 井上由莉耶(3) 山田麻莉奈(5) | 岡田栞奈(3) 渕上舞(2)                         |
| 1. 2. 3. 4. 5. 6. 7. 8. 9. 10. 11. 12. 13. 14. 15. 16. 17. 18. 19. 20. 21. 22. 23. 24. 25. 26. 27. 28. 29. 30. 31. 32. 33. 34. |                                               |                                                  |                                                     |                                                     |                                               |

| 2015年出演メンバー（2015年1月7日 - 12月31日） | 2015年出演メンバー（2015年1月7日 - 12月31日）  | 2015年出演メンバー（2015年1月7日 - 12月31日） | 2015年出演メンバー（2015年1月7日 - 12月31日）   | 2015年出演メンバー（2015年1月7日 - 12月31日）   | 2015年出演メンバー（2015年1月7日 - 12月31日）                |
| 月 | 1週目                                          | 2週目                                         | 3週目                                           | 4週目                                           | 5週目                                                        |
| --- | ---------------------------------------------- | --------------------------------------------- | ----------------------------------------------- | ----------------------------------------------- | ------------------------------------------------------------ |
| 2015年 1月 | 7日：第67回 （SKE48）                          | 14日：第68回 （HKT48）                        | 21日：第69回 （SKE48）                          | 25日：第70回 （HKT48）                          | 28日：第71回 （SKE48）                                       |
| 2015年 1月 | 谷真理佳(2) 松村香織(2)                        | 駒田京伽(4) 山田麻莉奈(6)                     | 宮前杏実(5) 山田みずほ(3)                       | 上野遥(2) 下野由貴(1)                           | 二村春香(4) 磯原杏華(2)                                      |
| 2月 | 4日：第72回 （HKT48）                          | 11日：第73回 （SKE48）                        | 18日：特別番組 のため休止                       | 25日：第74回 （HKT48）                          | -                                                            |
| 2月 | 井上由莉耶(4) 梅本泉(1)                        | 鎌田菜月(2) 竹内彩姫(1)                       | 18日：特別番組 のため休止                       | 後藤泉(3) 冨吉明日香(1)                         | -                                                            |
| 3月 | 4日：第75回 （SKE48）                          | 11日：第76回 （HKT48）                        | 18日：第77回                                    | 25日：第78回                                    | 30日：第79回（SKE48）                                        |
| 3月 | 青木詩織(1) 山田樹奈(1)                        | 松岡菜摘(4) 森保まどか(2)                     | 大矢真那(5) 佐藤実絵子(1) 朝長美桜(4) 渕上舞(3) | 大矢真那(6) 佐藤実絵子(2) 朝長美桜(5) 渕上舞(4) | 矢方美紀(1) 加藤るみ(1)                                      |
| 4月 | 6日：第80回（HKT48）                           | 13日：第81回 （SKE48）                        | 20日：特別番組 のため休止                       | 22日：第82回 （HKT48）                          | 29日：第83回 （SKE48）                                       |
| 4月 | 秋吉優花(4) 田中菜津美(4)                      | 大矢真那(7) 後藤理沙子(1)                     | 20日：特別番組 のため休止                       | 荒巻美咲(1) 坂本愛玲菜(1)                       | 古畑奈和(4) 酒井萌衣(3)                                      |
| 5月 | 5日： 第84回（HKT48） 第85回（SKE48）          | 11日：第86回 （HKT48）                        | 18日：第87回 （SKE48）                          | 25日：第88回 （HKT48）                          | -                                                            |
| 5月 | 上野遥(3) 冨吉明日香(2)鎌田菜月(3) 熊崎晴香(2) | 若田部遥(3) 田中優香(1)                       | 高木由麻奈(1) 梅本まどか(4)                     | 熊沢世莉奈(1) 下野由貴(2)                       | -                                                            |
| 6月 | 1日：第89回 （SKE48）                          | 7日：第90回 （HKT48）                         | 15日：第91回 （SKE48）                          | 22日：第92回（SKE48） （公開収録）              | 29日：第93回 （HKT48）                                       |
| 6月 | 惣田紗莉渚(1) 髙寺沙菜(1)                      | 梅本泉(2) 山本茉央(2)                         | 竹内舞(1) 矢方美紀(2)                           | 竹内舞(2) 矢方美紀(3)                           | 兒玉遥(4) 宮脇咲良(8)                                        |
| 7月 | 6日：第94回 （SKE48）                          | 13日：第95回 （HKT48）                        | 20日：第96回（HKT48） （公開収録）              | 27日：第97回 （SKE48）                          | -                                                            |
| 7月 | 荒井優希(1) 髙寺沙菜(2)                        | 山田麻莉奈(7) 岡田栞奈(4)                     | 山田麻莉奈(8) 岡田栞奈(5)                       | 竹内彩姫(2) 日高優月(1)                         | -                                                            |
| 8月 | 3日：第98回 （HKT48）                          | 10日：第99回 （SKE48） （公開収録）           | 17日：第100回 （HKT48）                         | 24日：特別番組 のため休止                       | 31日：第101回 （SKE48）                                      |
| 8月 | 井上由莉耶(5) 岡田栞奈(6)                      | 鎌田菜月(4) 松井玲奈(8)                       | 上野遥(4) 渕上舞(5)                             | 24日：特別番組 のため休止                       | 大矢真那(8) 青木詩織(2)                                      |
| 9月 | 7日：第102回 （HKT48）                         | 14日：第103回 （SKE48）                       | 21日：第104回 （HKT48）                         | 30日：第105回 （SKE48）                         | -                                                            |
| 9月 | 山田麻莉奈(9) 田中優香(2)                      | 大場美奈(1) 古畑奈和(5)                       | 田中美久(4) 矢吹奈子(3)                         | 惣田紗莉渚(2) 谷真理佳(3)                       | -                                                            |
| 10月 | 7日：第106回 （HKT48）                         | 11日：第107回（SKE48）                        | 14日：プロ野球中継 のため休止                   | 21日：特別番組 のため休止                       | 28日：プロ野球中継 のため休止                                |
| 10月 | 井上由莉耶(6) 山田麻莉奈(10)                   | 惣田紗莉渚(3) 須田亜香里(4)                   | 14日：プロ野球中継 のため休止                   | 21日：特別番組 のため休止                       | 28日：プロ野球中継 のため休止                                |
| 11月 | 4日：第108回 （HKT48）                         | 11日：第109回 （SKE48）                       | 18日：第110回 （HKT48）                         | 25日：第111回 （SKE48）                         | -                                                            |
| 11月 | 駒田京伽(5) 冨吉明日香(3)                      | 江籠裕奈(3) 市野成美(1)                       | 梅本泉(3) 田島芽瑠(3)                           | 竹内舞(3) 竹内彩姫(3)                           | -                                                            |
| 12月 | 2日：サッカー中継 のため休止                   | 9日：第112回 （HKT48）                        | 13日：第113回 （SKE48）酒井萌衣(4) 髙寺沙菜(3)  | 23日：第114回 （HKT48）                         | 30日：第115回 （SKE48）斉藤真木子(2) 水野愛理(1)             |
| 12月 | 2日：サッカー中継 のため休止                   | 坂口理子(2) 今田美奈(1)                       | 16日：特別番組 のため休止                       | 若田部遥(4) 下野由貴(3)                         | 31日：第116回小石公美子(1) 柴田阿弥(4) 穴井千尋(4) 兒玉遥(5) |
| 1. 2. 3. 4. 5. 6. 7. 8. 9. 10. 11. 12. 13. 14. 15. 16. 17. 18. 19. 20. 21. 22. 23. 24. 25. 26. 27. 28. 29. 30. 31. 32. 33. 34. 35. 36. 37. 38. 39. 40. 41. 42. 43. 44. 45. 46. |                                                |                                               |                                                 |                                                 |                                                              |

| 2016年出演メンバー（2016年1月6日 - 12月28日）※斜文字メンバーは単独メインパーソナリティ | 2016年出演メンバー（2016年1月6日 - 12月28日）※斜文字メンバーは単独メインパーソナリティ | 2016年出演メンバー（2016年1月6日 - 12月28日）※斜文字メンバーは単独メインパーソナリティ | 2016年出演メンバー（2016年1月6日 - 12月28日）※斜文字メンバーは単独メインパーソナリティ             | 2016年出演メンバー（2016年1月6日 - 12月28日）※斜文字メンバーは単独メインパーソナリティ | 2016年出演メンバー（2016年1月6日 - 12月28日）※斜文字メンバーは単独メインパーソナリティ |
| 月 | 1週目                                                                                  | 2週目                                                                                  | 3週目                                                                                              | 4週目                                                                                  | 5週目                                                                                  |
| --- | -------------------------------------------------------------------------------------- | -------------------------------------------------------------------------------------- | -------------------------------------------------------------------------------------------------- | -------------------------------------------------------------------------------------- | -------------------------------------------------------------------------------------- |
| 2016年 1月 | 6日：第117回 （HKT48）                                                                 | 13日：第118回（SKE48） （公開収録）                                                    | 20日：第119回 （HKT48）                                                                            | 27日：第120回 （SKE48）                                                                | -                                                                                      |
| 2016年 1月 | 山田麻莉奈(11) 岩花詩乃(1)                                                             | 大矢真那(9) 高柳明音(5)                                                                | 井上由莉耶(7) 荒巻美咲(2)                                                                          | 江籠裕奈(4) 磯原杏華(3)                                                                | -                                                                                      |
| 2月 | 3日：第121回 （HKT48）                                                                 | 10日：第122回 （SKE48）                                                                | 14日：第123回 （HKT48）                                                                            | 17日：特別番組 のため休止                                                              | 24日：第124回 （SKE48）                                                                |
| 2月 | 田中菜津美(5) 熊沢世莉奈(2)                                                            | 野口由芽(1) 井田玲音名(1)                                                              | 坂口理子(3) 冨吉明日香(4)                                                                          | 17日：特別番組 のため休止                                                              | 日高優月(2) 菅原茉椰(1)                                                                |
| 3月 | 2日：第125回 （HKT48）                                                                 | 9日：第126回 （SKE48）                                                                 | 16日：第127回 （HKT48）                                                                            | 23日：第128回 （SKE48）                                                                | 28日：第129回 （HKT48）                                                                |
| 3月 | 下野由貴(4) 田中優香(3)                                                                | 木本花音(5) 柴田阿弥(5)                                                                | 駒田京伽(6) 田中優香(4)                                                                            | 大矢真那(10) 加藤るみ(2)                                                               | 渕上舞(6) 本村碧唯(4)                                                                  |
| 4月 | 4日：第130回 （SKE48）                                                                 | 11日：第131回 （HKT48）                                                                | 17日：第132回 （SKE48）                                                                            | 18日：特別番組 のため休止                                                              | 25日：第133回 （HKT48）                                                                |
| 4月 | 鎌田菜月(5) 須田亜香里(5)                                                              | 山本茉央(3) 栗原紗英(2) 山下エミリー(1)                                                | 杉山愛佳(1) 白井琴望(1) 市野成美(2)                                                                | 18日：特別番組 のため休止                                                              | 松岡菜摘(5) 松岡はな(1)                                                                |
| 5月 | 2日：第134回 （SKE48）                                                                 | 9日：第135回 （HKT48）                                                                 | 15日： 第136回（SKE48） 第137回（HKT48）江籠裕奈(5) 市野成美(3) 福士奈央(1)穴井千尋(5) 若田部遥(5) | 23日：第139回 （HKT48）                                                                | 30日：第140回 （SKE48）                                                                |
| 5月 | 山田樹奈(2) 青木詩織(3) 日高優月(3)                                                    | 松岡菜摘(6) 矢吹奈子(4)                                                                | 16日：第138回 （SKE48） 北川綾巴(1) 松本慈子(1) 木本花音(6)                                        | 駒田京伽(7) 坂口理子(4) 冨吉明日香(5)                                                  | 大矢真那(11) 松村香織(3) 須田亜香里(6)                                                 |
| 6月 | 6日：第141回 （HKT48）                                                                 | 12日：第142回 （SKE48）                                                                | 13日：特別番組 のため休止                                                                          | 20日：第143回 （HKT48）                                                                | 27日：第144回 （SKE48）                                                                |
| 6月 | 秋吉優花(5) 田中菜津美(6) 山田麻莉奈(12)                                               | 相川暖花(1) 浅井裕華(1) 上村亜柚香(1)                                                  | 13日：特別番組 のため休止                                                                          | 田中菜津美(7) 熊沢世莉奈(3) 深川舞子(2)                                                | 竹内舞(4) 矢方美紀(4) 高柳明音(6)                                                      |
| 7月 | 4日：第145回 （HKT48）                                                                 | 11日：第146回（SKE48） （公開収録）                                                    | 18日：プロ野球中継 のため休止                                                                      | 25日：第147回 （HKT48）                                                                | -                                                                                      |
| 7月 | 井上由莉耶(8) 田中優香(5)                                                              | 大矢真那(12) 鎌田菜月(6) 熊崎晴香(3)                                                   | 18日：プロ野球中継 のため休止                                                                      | 神志那結衣(3) 山田麻莉奈(13)                                                           | -                                                                                      |
| 8月 | 1日：第148回 （SKE48）                                                                 | 8日：第149回 （HKT48）                                                                 | 15日：第150回 （SKE48）                                                                            | 22日：特別番組 のため休止                                                              | 29日：第151回 （HKT48）                                                                |
| 8月 | 都築里佳(1) 須田亜香里(7)                                                              | 上野遥(5) 熊沢世莉奈(4)                                                                | 須田亜香里(8) 浅井裕華(2)                                                                          | 22日：特別番組 のため休止                                                              | 岩花詩乃(2) 下野由貴(5)                                                                |
| 9月 | 5日：第152回 （SKE48）                                                                 | 12日：第153回 （HKT48）                                                                | 19日：第154回 （SKE48）                                                                            | 28日：第155回 （HKT48）                                                                | -                                                                                      |
| 9月 | 大矢真那(13) 松井珠理奈(3)                                                             | 岡本尚子(2) 山下エミリー(2)                                                            | 杉山愛佳(2) 宮前杏実(6)                                                                            | 山本茉央(4) 渕上舞(7)                                                                  | -                                                                                      |
| 10月 | 2日： 第156回（SKE48） 第157回（SKE48）                                                | 5日：第158回 （HKT48）                                                                 | 12日：プロ野球中継 のため休止                                                                      | 16日：第159回 （SKE48）山田樹奈(3) 木本花音(6)                                         | 26日：プロ野球中継 のため休止                                                          |
| 10月 | 高木由麻奈(2) 古畑奈和(6)一色嶺奈(1) 菅原茉椰(2)                                       | 坂本愛玲菜(2) 植木南央(3)                                                              | 12日：プロ野球中継 のため休止                                                                      | 19日：特別番組 のため休止                                                              | 26日：プロ野球中継 のため休止                                                          |
| 11月 | 2日：第160回 （HKT48）                                                                 | 6日：第161回 （SKE48）青木詩織(4) 内山命(1) 斉藤真木子(3) 谷真理佳(4)                  | 16日：第163回 （HKT48）                                                                            | 23日：第164回 （SKE48）                                                                | 30日：第165回 （HKT48）                                                                |
| 11月 | 坂本愛玲菜(3) 井上由莉耶(9)                                                            | 9日：第162回 （SKE48）山田樹奈(4) 福士奈央(2)                                          | 坂本愛玲菜(4) 山下エミリー(3)                                                                      | 山田樹奈(5) 江籠裕奈(6)                                                                | 坂本愛玲菜(5) 山田麻莉奈(14)                                                           |
| 12月 | 7日：第166回 （SKE48）                                                                 | 11日：第167回 （HKT48）                                                                | 14日：特別番組 のため休止                                                                          | 21日：第168回 （SKE48）                                                                | 28日：第169回 （HKT48）                                                                |
| 12月 | 山田樹奈(6) 高柳明音(7)                                                                | 坂本愛玲菜(6) 渕上舞(8)                                                                | 14日：特別番組 のため休止                                                                          | 山田樹奈(7) 大場美奈(2)                                                                | 坂本愛玲菜(7) 冨吉明日香(6)                                                            |
| 1. 2. 3. 4. 5. 6. 7. 8. 9. 10. 11. 12. 13. 14. 15. 16. 17. 18. 19. 20. 21. 22. 23. 24. 25. 26. 27. 28. 29. 30. 31. 32. 33. 34. 35. 36. 37. 38. 39. 40. 41. 42. 43. 44. 45. 46. 47. 48. 49. 50. 51. 52. 53. 54. |                                                                                        |                                                                                        | |                                                                                        |                                                                                        |

| 2017年出演メンバー（2017年1月1日 - 12月27日）※斜文字メンバーは単独メインパーソナリティ | 2017年出演メンバー（2017年1月1日 - 12月27日）※斜文字メンバーは単独メインパーソナリティ | 2017年出演メンバー（2017年1月1日 - 12月27日）※斜文字メンバーは単独メインパーソナリティ | 2017年出演メンバー（2017年1月1日 - 12月27日）※斜文字メンバーは単独メインパーソナリティ | 2017年出演メンバー（2017年1月1日 - 12月27日）※斜文字メンバーは単独メインパーソナリティ | 2017年出演メンバー（2017年1月1日 - 12月27日）※斜文字メンバーは単独メインパーソナリティ |
| 月 | 1週目                                                                                  | 2週目                                                                                  | 3週目                                                                                  | 4週目                                                                                  | 5週目                                                                                  |
| --- | -------------------------------------------------------------------------------------- | -------------------------------------------------------------------------------------- | -------------------------------------------------------------------------------------- | -------------------------------------------------------------------------------------- | -------------------------------------------------------------------------------------- |
| 2017年 1月 | 1日：第170回                                                                           | 4日：第171回 （SKE48）                                                                 | 11日：第172回 （HKT48）                                                                | 18日：第173回 （SKE48）                                                                | 25日：第174回 （HKT48）                                                                |
| 2017年 1月 | 北川綾巴(2) 井上由莉耶(10)                                                             | 野島樺乃(1) 山田樹奈(8)                                                                | 井上由莉耶(11) 植木南央(4)                                                             | 野島樺乃(2) 大矢真那(14)                                                               | 井上由莉耶(12) 秋吉優花(6)                                                             |
| 2月 | 1日：第175回 （SKE48）                                                                 | 8日：第176回 （HKT48）                                                                 | 15日：第177回 （SKE48）                                                                | 19日：第178回 （HKT48）                                                                | 22日：特別番組 のため休止                                                              |
| 2月 | 野島樺乃(3) 熊崎晴香(4)                                                                | 井上由莉耶(13) 豊永阿紀(1)                                                             | 野島樺乃(4) 小畑優奈(1)                                                                | 井上由莉耶(14) 朝長美桜(6)                                                             | 22日：特別番組 のため休止                                                              |
| 3月 | 1日：第179回 （SKE48）                                                                 | 8日：第180回 （HKT48）                                                                 | 15日：野球中継 のため休止                                                              | 22日：第181回 （SKE48）                                                                | 29日：第182回 （HKT48）                                                                |
| 3月 | 野島樺乃(5) 荒井優希(2)                                                                | 井上由莉耶(15) 冨吉明日香(7)                                                           | 15日：野球中継 のため休止                                                              | 野島樺乃(6) 江籠裕奈(7)                                                                | 井上由莉耶(16) 熊沢世莉奈(5)                                                           |
| 4月 | 3日：第183回 （HKT48）                                                                 | 10日：第184回（SKE48） （公開収録）                                                    | 16日：第185回 （HKT48）                                                                | 17日：特別番組 のため休止                                                              | 24日：第186回 （SKE48）                                                                |
| 4月 | 豊永阿紀(2) 冨吉明日香(8)                                                              | 野島樺乃(7) 大場美奈(3)                                                                | 豊永阿紀(3) 山田麻莉奈(15)                                                             | 17日：特別番組 のため休止                                                              | 山田樹奈(9) 内山命(2)                                                                  |
| 5月 | 1日：第187回 （HKT48）                                                                 | 8日：第188回 （公開収録）                                                              | 15日：第189回 （SKE48）                                                                | 22日：第190回 （HKT48）                                                                | 28日：第191回 （SKE48）山田樹奈(12) 古畑奈和(7)                                        |
| 5月 | 豊永阿紀(4) 植木南央(5)                                                                | 山田樹奈(10) 杉山愛佳(3) 山田麻莉奈(16) 村川緋杏(1)                                    | 山田樹奈(11) 須田亜香里(9)                                                             | 豊永阿紀(5) 堺萌香(1)                                                                  | 29日：第192回 （HKT48）豊永阿紀(6) 井上由莉耶(17)                                      |
| 6月 | 5日：第193回 （SKE48）                                                                 | 11日：第194回 （HKT48）                                                                | 12日：特別番組 のため休止                                                              | 19日：第195回 （SKE48）                                                                | 26日：第196回 （HKT48）                                                                |
| 6月 | 山田樹奈(13) 荒井優希(3)                                                               | 豊永阿紀(7) 田中優香(6)                                                                | 12日：特別番組 のため休止                                                              | 山田樹奈(14) 髙寺沙菜(4)                                                               | 豊永阿紀(8) 深川舞子(3)                                                                |
| 7月 | 3日：第197回 （SKE48）                                                                 | 10日：第198回 （HKT48）                                                                | 17日：第199回 （SKE48）                                                                | 24日：第200回 （HKT48）                                                                | 31日：第201回 （SKE48）                                                                |
| 7月 | 後藤理沙子(2) 大矢真那(15)                                                             | 山内祐奈(1) 村川緋杏(2)                                                                | 後藤理沙子(3) 福士奈央(3)                                                              | 山内祐奈(2) 松本日向(1)                                                                | 後藤理沙子(4) 矢作有紀奈(1)                                                            |
| 8月 | 7日：第202回 （HKT48）                                                                 | 14日：第203回 （SKE48）                                                                | 21日：特別番組 のため休止                                                              | 28日：第204回 （HKT48）                                                                | -                                                                                      |
| 8月 | 山内祐奈(3) 運上弘菜(1)                                                                | 後藤理沙子(5) 荒井優希(4)                                                              | 21日：特別番組 のため休止                                                              | 山内祐奈(4) 堺萌香(2)                                                                  | -                                                                                      |
| 9月 | 4日：第205回 （SKE48）                                                                 | 11日：第206回 （HKT48）                                                                | 18日：第207回 （SKE48）                                                                | 25日：第208回 （HKT48）                                                                | -                                                                                      |
| 9月 | 後藤理沙子(6) 日高優月(4)                                                              | 山内祐奈(5) 田中優香(7)                                                                | 後藤理沙子(7) 末永桜花(1)                                                              | 山内祐奈(6) 地頭江音々(1)                                                              | -                                                                                      |
| 10月 | 4日：第209回 （SKE48）                                                                 | 8日：第210回 （HKT48）                                                                 | 11日：第211回 （SKE48）                                                                | 18日：プロ野球中継 のため休止                                                          | 25日：第212回 （HKT48）                                                                |
| 10月 | 髙寺沙菜(5) 福士奈央(4)                                                                | 小田彩加(1) 村川緋杏(3)                                                                | 髙寺沙菜(6) 竹内彩姫(4)                                                                | 18日：プロ野球中継 のため休止                                                          | 小田彩加(2) 松本日向(2)                                                                |
| 11月 | 1日：プロ野球中継 のため休止                                                           | 8日：第213回 （SKE48）                                                                 | 15日：第214回 （HKT48）                                                                | 22日：第215回 （SKE48）                                                                | 29日：第216回 （HKT48）                                                                |
| 11月 | 1日：プロ野球中継 のため休止                                                           | 髙寺沙菜(7) 内山命(3)                                                                  | 小田彩加(3) 植木南央(6)                                                                | 髙寺沙菜(8) 仲村和泉(1)                                                                | 小田彩加(4) 堺萌香(3)                                                                  |
| 12月 | 6日：第217回 （SKE48）                                                                 | 10日：第218回 （HKT48）                                                                | 13日：特別番組 のため休止                                                              | 20日：第219回 （SKE48）                                                                | 27日：第220回 （HKT48）                                                                |
| 12月 | 髙寺沙菜(9) 熊崎晴香(5)                                                                | 小田彩加(5) 冨吉明日香(9)                                                              | 13日：特別番組 のため休止                                                              | 髙寺沙菜(10) 荒井優希(5)                                                               | 小田彩加(6) 駒田京伽(8)                                                                |
| 1. 2. 3. 4. 5. 6. 7. 8. 9. 10. 11. 12. 13. 14. 15. 16. 17. 18. 19. 20. 21. 22. 23. 24. 25. 26. 27. 28. 29. 30. 31. 32. 33. 34. 35. 36. 37. 38. 39. 40. 41. 42. 43. 44. 45. 46. 47. 48. 49. 50. 51. 52. 53. 54. 55. 56. 57. 58. 59. 60. 61. |                                                                                        |                                                                                        |                                                                                        |                                                                                        |                                                                                        |

| 2018年出演メンバー（2018年1月3日 - 3月28日）※斜文字メンバーは単独メインパーソナリティ | 2018年出演メンバー（2018年1月3日 - 3月28日）※斜文字メンバーは単独メインパーソナリティ | 2018年出演メンバー（2018年1月3日 - 3月28日）※斜文字メンバーは単独メインパーソナリティ | 2018年出演メンバー（2018年1月3日 - 3月28日）※斜文字メンバーは単独メインパーソナリティ | 2018年出演メンバー（2018年1月3日 - 3月28日）※斜文字メンバーは単独メインパーソナリティ | 2018年出演メンバー（2018年1月3日 - 3月28日）※斜文字メンバーは単独メインパーソナリティ |
| 月                                                                                    | 1週目                                                                                 | 2週目                                                                                 | 3週目                                                                                 | 4週目                                                                                 | 5週目                                                                                 |
| ------------------------------------------------------------------------------------- | ------------------------------------------------------------------------------------- | ------------------------------------------------------------------------------------- | ------------------------------------------------------------------------------------- | ------------------------------------------------------------------------------------- | ------------------------------------------------------------------------------------- |
| 2018年 1月                                                                            | 3日：第221回 （SKE48）                                                                | 10日：第222回 （HKT48）                                                               | 14日： 第223回（SKE48） 第224回（HKT48）竹内彩姫(5) 坂本真凛(1) 村川緋杏(5) 堺萌香(4) | 24日：第226回 （HKT48）                                                               | 31日：第227回 （SKE48）                                                               |
| 2018年 1月                                                                            | 荒井優希(6) 松村香織(4)                                                               | 村川緋杏(4) 小田彩加(7)                                                               | 17日：第225回 （SKE48）竹内彩姫(6) 井田玲音名(2)                                      | 村川緋杏(6) 田中優香(8)                                                               | 竹内彩姫(7) 髙寺沙菜(11)                                                              |
| 2月                                                                                   | 7日：第228回 （HKT48）                                                                | 14日：第229回 （SKE48）                                                               | 21日：第230回 （HKT48）                                                               | 28日：特別番組 のため休止                                                             | -                                                                                     |
| 2月                                                                                   | 村川緋杏(7) 駒田京伽(9)                                                               | 竹内彩姫(8) 福士奈央(5)                                                               | 村川緋杏(8) 冨吉明日香(10)                                                            | 28日：特別番組 のため休止                                                             | -                                                                                     |
| 3月                                                                                   | 7日：第231回 （SKE48） （公開収録）                                                   | 14日：第232回 （HKT48）                                                               | 21日：第233回 （SKE48）                                                               | 28日：第234回 （HKT48）                                                               | -                                                                                     |
| 3月                                                                                   | 竹内彩姫(9) 髙畑結希(1)                                                               | 村川緋杏(9) 渕上舞(9)                                                                 | 竹内彩姫(10) 青木詩織(5)                                                              | 村川緋杏(10) 朝長美桜(7)                                                              | -                                                                                     |
| 1. 2. 3. 4. 5. 6. 7. 8. 9. 10. 11. 12. 13. 14. 15. 16.                                |                                                                                       |                                                                                       |                                                                                       |                                                                                       |                                                                                       |

### その他の出演者
- 渡辺克己（天の声[注 90]、ナレーション 2013年10月2日 - 2016年10月2日）

## コーナー
ガチャトーク
ガチャガチャを引いて出てきたお題でトークする。毎回、トーク力を試される。
第69回放送では、山田みずほの卒業について話す「ガチャトーク特別編」が行われた。
ホント･ホント･うそ
ゲストメンバーに今好きなものを三つ上げてもらい、その中の一つの「嘘」を当てるコーナー。不定期で、一つの「ホント」を当てる「ホント･うそ･うそ」も行われている。

### 過去のコーナー
オープニングクエスチョン
番組オープニングに「天の声」から出題される質問に出演メンバーが答える。
SKE vs HKT（第1ラウンド）
番組から出題される課題（一問多答、制限時間は30秒）に各グループがチャレンジしてバトルする。チャレンジごとにポイント（アイアイポイント）が与えられ、より多くのポイントを手にしたグループには「オールナイトニッポンR」の特番出演の権利が与えられた。
勝手にアドリブドラマオーディション
即興のラジオドラマに挑戦する。与えられる課題は、場所・人物など簡単な設定で、ところどころで予想もしない効果音が入る。効果音等のアドリブに上手く対応してドラマを作り上げる。制限時間は1分30秒で、あまりにもつまらないと途中で打ち切られることもある。
SKE vs HKT（第2ラウンド）
リスナーから送られたきた問題（一問多答、制限時間は30秒）にチャレンジする「スピードバトル」と、「勝手にアドリブドラマオーディション」にポイントが付くようになった「妄想ドラマバトル」（3人のドラマ審査員が各5点満点で採点）にチャレンジする 。より多くのポイントを手にしたグループには「オールナイトニッポンR」の特番出演の権利が与えられた。
SKE vs HKT スピードバトル個人戦
勝ったメンバーの顔写真がアイアイトークのホームページ上のアイコンとして使用される。
ムチャぶりスピードバトル・アンケートバトル
第65回・第92回・第96回・第99回公開録音で行われたコーナー。事前に会場のリスナーから募集した「愛のあるムチャぶり」に答える。敗者には公開罰ゲームが行われた。
SKE vs HKT（第3ラウンド）
出題されるテーマの「あるある」もしくは「なしなし」を30秒以内にどれだけ言えるかを競う「あるなしバトル」と、指定されたAKB48グループの楽曲を与えられた楽器で即興演奏して曲名を当てる「ミュージックバトル」（正解すると1問につき3ポイント取得）にチャレンジする 。より多くのポイントを手にしたグループには「オールナイトニッポンR」の特番出演の権利が与えられた。
オープニングの相性チェック
番組オープニングに「天の声」から出題される「2人が同時に答えられる質問」に出演メンバーが答える。
SKE vs HKT（第4ラウンド）
出題されるテーマの「あるある」もしくは「なしなし」を30秒以内にどれだけ言えるかを競う「あるなしバトル」と、指定されたAKB48グループの楽曲を与えられた楽器で即興演奏して曲名を当てる「ミュージックバトル」（正解すると1問につき3ポイント取得）にチャレンジする 。106回放送回より、指定された文字数で指定されたテーマを30秒以内にどれだけ言えるかを競う「文字・モジ・バトル」と、即興で作った絵かき歌に沿って、もう一人のメンバーが絵を描き、何の絵かを当てる「お絵かきバトル」（正解すると1問につき3ポイント取得）に出題内容が変更になった。より多くのポイントを手にしたグループには「オールナイトニッポンR」の特番出演の権利が与えられた。
お絵かきバトル個人戦
第118回公開録音で行われたコーナー。回答は会場のリスナーが行なった。勝ったメンバーの顔写真がアイアイトークのホームページ上のアイコンとして使用される。
オープニングのサウンドチェック
番組オープニングに「天の声」から出題されるお題を、出演メンバーが音にして表現する。
文字・モジ・バトル個人戦
第146回公開録音で行われたコーナー。回答はメンバーと会場のリスナーのペアで行なわれた。勝ったメンバーの顔写真がアイアイトークのホームページ上のアイコンとして使用される。
SKE vs HKT（第5ラウンド）
指定された文字数で指定されたテーマを30秒以内にどれだけ言えるかを競う「文字・モジ・バトル」と、即興で作った絵かき歌に沿って、もう一人のメンバーが絵を描き、何の絵かを当てる「お絵かきバトル」（正解すると1問につき3ポイント取得）にチャレンジする。より多くのポイントを手にしたグループには「SKE48&HKT48のアイアイトーク1時間SP」の特番出演の権利が与えられた。
メンバー・アピール・タイム
より多くの方にメンバーを知ってもらうコーナー。メンバー1人ずつアピールをする。
ホント・ホント・うそ個人戦
第184回公開録音で行われたコーナー。勝ったメンバーの顔写真がアイアイトークのホームページ上のアイコンとして使用される。
ホント・うそ・うそ
ゲストメンバーに三つのお題を上げてもらい、その中の一つの「本当」を当てるコーナー。第214回放送で行われた。

## 連動企画
携帯カードゲーム「SKE48 Passion For You」・「HKT48 栄光のラビリンス」との連動企画で、番組に出演してほしいSKE48・HKT48メンバー2名の組み合わせを選んでリクエストできるイベント「アイアイトーク出演メンバーリクエストバトル」が開催された。
第1弾
開催期間はSKE48が2014年3月17日17:00〜3月24日16:59、HKT48が2014年3月19日15:00〜3月25日13:00で、ゲーム中で得られる「リクエスト券」で投票する。この企画で選ばれたメンバーの出演は2014年4月第3週〜6月第4週放送分で実施された。
第2弾
2014年6月2日放送において「第2回アイアイトーク出演メンバーリクエストバトル」が開催される事が告知された。開催期間はSKE48が2014年6月13日18:00〜6月25日19:59、HKT48が2014年6月17日17:00〜6月27日16:00で、ゲーム中で得られる「リクエスト券」で投票する。この企画で選ばれたメンバーの出演は2014年7月第1週〜9月最終週放送分で実施された。
第3弾
2014年9月15日放送において「第3回アイアイトーク出演メンバーリクエストバトル」が開催される事が告知された。開催期間はSKE48が2014年9月22日18:00〜10月2日17:59、HKT48が2014年10月8日17:00〜10月22日15:59で、ゲーム中で得られる「リクエスト券」で投票する。この企画で選ばれたメンバーの出演は2014年10月第2週〜2015年1月第1週放送分で実施された。
第4弾
2014年11月5日放送において「第4回アイアイトーク出演メンバーリクエストバトル」が開催される事が告知された。開催期間はHKT48が2014年11月19日17:00〜12月4日15:59、SKE48が2014年12月22日17:00〜12月29日13:59で、ゲーム中で得られる「リクエスト券」で投票する。この企画で選ばれたメンバーの出演は2015年1月第2週〜3月第4週放送分で実施された。
第5弾
2015年3月18日放送において「第5回アイアイトーク出演メンバーリクエストバトル」が開催されている事が告知された。開催期間はSKE48が2015年3月16日15:30〜3月28日17:59、HKT48が2015年3月16日17:00〜3月30日15:59で、ゲーム中で得られる「リクエスト券」で投票する。この企画で選ばれたメンバーの出演は2015年4月第2週〜7月第3週放送分で実施された。
第6弾
2015年6月1日放送において「第6回アイアイトーク出演メンバーリクエストバトル」が開催されている事が告知された。開催期間はSKE48が2015年6月1日17:00〜6月11日15:59、HKT48が2015年5月21日17:00〜6月3日15:59で、ゲーム中で得られる「リクエスト券」で投票する。この企画で選ばれたメンバーの出演は2015年7月第1週・7月第4週〜9月第5週放送分で実施された。
第7弾
2015年9月7日放送において「第7回アイアイトーク出演メンバーリクエストバトル」が開催されている事が告知された。開催期間はSKE48が2015年9月16日12:00〜9月25日15:59、HKT48が2015年9月1日17:00〜9月15日15:59で、ゲーム中で得られる「リクエスト券」で投票する。この企画で選ばれたメンバーの出演は2015年10月第1週〜2016年1月第2週放送分で実施された。
第8弾
携帯カードゲーム内においてHKT48は2015年11月27日に、SKE48は12月25日に「第8回アイアイトーク出演メンバーリクエストバトル」が開催される事が告知された。開催期間はHKT48が2015年11月27日17:00〜12月9日15:59、SKE48が2015年12月25日19:00〜2016年1月8日14:59で、ゲーム中で得られる「リクエスト券」で投票する。この企画で選ばれたメンバーの出演は2016年1月第1週〜4月第1週放送で実施された。
第9弾
携帯カードゲーム内においてHKT48は2016年3月16日に、SKE48は3月30日に「第9回アイアイトーク出演メンバーリクエストバトル」が開催される事が告知された。開催期間はHKT48が2016年3月16日17:00〜3月30日15:59、SKE48が2016年3月30日12:00〜4月12日10:59で、ゲーム中で得られる「リクエスト券」で投票する。この企画で選ばれたメンバーの出演は2016年4月第2週〜7月第2週放送で実施された。
第10弾
携帯カードゲーム内においてSKE48は2016年6月13日に、HKT48は6月21日に「第10回アイアイトーク出演メンバーリクエストバトル」が開催される事が告知された。開催期間はSKE48が2016年6月13日11:30〜6月27日17:59、HKT48が2016年6月21日17:00〜6月30日15:59で、ゲーム中で得られる「リクエスト券」で投票する。この企画で選ばれたメンバーの出演は2016年7月第4週〜10月第1週放送で実施された。
第11弾
携帯カードゲーム内においてSKE48は2016年9月16日に「アイアイトーク単独パーソナリティ争奪バトル」が、HKT48は9月1日に「RADIO CROWNメインパーソナリティ決定戦」がそれぞれ開催される事が告知された。開催期間はSKE48が2016年9月16日17:00〜9月29日17:59、HKT48が2016年9月1日17:00〜9月15日15:59で、ゲーム中で得られる「リクエスト券」で投票する。この企画で選ばれたメンバーはメインパーソナリティとして3ヶ月間全ての放送回（隔週）に出演する。メンバーの出演は2016年10月第2週〜12月第5週放送で実施された。
第12弾
2016年12月1日に携帯カードゲーム内において、SKE48は「アイアイトーク単独パーソナリティリクエスト!」が、HKT48は「RADIO CROWN 2」がそれぞれ開催される事が告知された。開催期間はSKE48が2016年12月1日12:00〜12月13日11:59、HKT48が2016年12月1日17:00〜12月13日15:59で、ゲーム中で得られる「リクエスト券」で投票する。この企画で選ばれたメンバーはメインパーソナリティとして3ヶ月間全ての放送回（隔週）に出演する。メンバーの出演は2017年1月第1週〜4月第2週放送で実施された。
第13弾
携帯カードゲーム内において、SKE48は2017年3月14日に「アイアイトーク単独パーソナリティリクエスト!」が、HKT48は2017年3月3日に「RADIO CROWN 桜、咲け!」がそれぞれ開催される事が告知された。開催期間はSKE48が2017年3月17日12:00〜3月29日17:59、HKT48が2017年3月3日17:00〜3月14日15:59で、ゲーム中で得られる「リクエスト券」で投票する。この企画で選ばれたメンバーはメインパーソナリティとして3ヶ月間全ての放送回（隔週）に出演する。メンバーの出演は2017年4月第1週〜6月第5週放送で実施された。また、投票数1位・2位のメンバーはニッポン放送が主催する公開録音イベントに出演した。
第14弾
携帯カードゲーム内において、SKE48は2017年5月19日に「アイアイトークメインパーソナリティリクエスト!」が、HKT48は2017年6月16日に「RADIO CROWN〜雨をぶっ飛ばせ!〜」がそれぞれ開催される事が告知された。開催期間はSKE48が2017年5月19日12:00〜5月31日17:59、HKT48が2017年6月16日17:00〜6月29日15:59で、ゲーム中で得られる「リクエスト券」で投票する。この企画で選ばれたメンバーはメインパーソナリティとして3ヶ月間全ての放送回（隔週）に出演する。メンバーの出演は2017年7月第1週〜9月第4週放送で実施された。
第15弾
2017年9月13日に携帯カードゲーム内において、SKE48は「アイアイトークメインパーソナリティ争奪 バトルロイヤル」が、HKT48は「RADIO CROWN〜わくわくクッキング〜」がそれぞれ開催される事が告知された。開催期間はSKE48が2017年9月13日12:00〜9月19日17:59、HKT48が2017年9月14日17:00〜9月27日15:59で、ゲーム中で得られる「リクエスト券」で投票する。この企画で選ばれたメンバーはメインパーソナリティとして3ヶ月間全ての放送回（隔週）に出演する。メンバーの出演は2017年10月第1週〜12月第4週放送で実施された。
第16弾
携帯カードゲーム内において、SKE48は2017年12月23日に「アイアイトーク メインパーソナリティ争奪バトルロイヤル」が、HKT48は2017年11月30日に「RADIO CROWN〜幻のトナカイ〜」がそれぞれ開催される事が告知された。開催期間はSKE48が2017年12月25日19:00〜12月28日13:59、HKT48が2017年11月30日17:00〜12月12日15:59で、ゲーム中で得られる「リクエスト券」で投票する。この企画で選ばれたメンバーはメインパーソナリティとして3ヶ月間全ての放送回（隔週）に出演する。メンバーの出演は2018年1月第2週〜3月第4週放送で実施された。

## 挿入歌
エンディング
ともにオルゴールによるインストゥルメンタル
- オキドキ（SKE48） - 担当がSKE48の場合
- スキ!スキ!スキップ!（HKT48） - 担当がHKT48の場合

## 放送時間
| 放送局             | 放送期間 | 放送日時             | 備考      |
| ------------------ | --- | -------------------- | --------- |
| ニッポン放送（LF） | 2013年10月3日 - 2014年3月26日 2014年10月1日 - 2015年3月25日 2015年9月30日 - 2016年3月23日 2016年9月28日 - 2017年3月29日 2017年10月4日 - 2018年3月28日 | 水曜日 21:00 - 21:30 | [ 注 91 ] |
| ニッポン放送（LF） | 2014年3月31日 - 2014年9月22日 2015年3月30日 - 2015年9月21日 2016年3月28日 - 2016年9月19日 2017年4月3日 - 2017年9月25日                                | 月曜日 20:30 - 21:00 | [ 注 92 ] |

### 過去のネット局
| 放送局              | 放送期間                      | 放送日時                       | 遅れ      | 備考                             |
| ------------------- | ----------------------------- | ------------------------------ | --------- | -------------------------------- |
| ラジオ大阪（OBC）   | 2013年10月3日 - 2015年9月23日 | 木曜日 0:00 - 0:30（水曜深夜） | 180分遅れ | [ 注 93 ]                        |
| 東海ラジオ（SF）    | 2013年10月4日 - 2014年3月27日 | 木曜日 20:00 - 20:30           | 4日遅れ   | [ 注 94 ]                        |
| 東海ラジオ（SF）    | 2014年4月6日 - 2015年9月27日  | 日曜日 11:30 - 12:00           | 4日遅れ   | [ 注 95 ] [ 注 96 ] [ 注 97 ]    |
| 九州朝日放送（KBC） | 2013年10月5日 - 2014年3月28日 | 金曜日 21:25 - 21:55           | 4日遅れ   | [ 注 98 ]                        |
| 九州朝日放送（KBC） | 2014年4月5日 - 2014年5月31日  | 土曜日 22:55 - 23:25           | 4日遅れ   | [ 注 99 ]                        |
| 九州朝日放送（KBC） | 2014年6月8日 - 2015年9月27日  | 日曜日 23:00 - 23:30           | 4日遅れ   | [ 注 100 ] [ 注 101 ] [ 注 102 ] |